# Dasiops plumeus
Dasiops plumeus är en tvåvingeart som beskrevs av Mcalpine 1964. Dasiops plumeus ingår i släktet Dasiops och familjen stjärtflugor.
Artens utbredningsområde är Colombia. Inga underarter finns listade i Catalogue of Life.